# كلاوس كلافنبوك
كلاوس كلافنبوك (بالألمانية: Klaus Klaffenböck)‏ هو متسابق دراجات نارية نمساوي فاز بفئة السايدكار في كأس جزيرة مان السياحية سنة 2010 ليكون ثاني نمساوي يفوز بسباق في كأس جزيرة مان بعد روبرت هولاوس، ثم فاز بنفس السباق مرة أخرى في سنة 2011. كان مسؤول فريق «كلافي هوندا» في بطولة العالم للسوبربايك والذي ضم أليكس باروس، بيرفرانسيسكو شيلي وماكس نيوكيرتشنير.